# Down Home Blues (альбом Брауні Макгі і Сонні Террі)
Down Home Blues — студійний альбом американських блюзових музикантів Брауні Макгі і Сонні Террі, що вийшов 1960 року на лейблі Bluesville.

## Опис
Сонні Террі і Брауні Макгі тривалий час не працювали разом після того, як записали Down Home Blues, який став лише другим альбом, що Prestige Records випустив на своєму новоствореному дочірньому лейблі Bluesville (першим вийшов альбом Hear My Blues Ела Сміта). Точна дата цієї сесії остаточно невідома: за деякими даними вона відбулась у грудні 1959 року, за іншими — у серпні 1960.
Також альбом був перевиданий у 1963 році на іншому дочірньому лейблі Prestige Folklore (FL 14013) з іншою обкладинкою.

## Список композицій
1. "Let Me Be Your Little Dog (Браун Макгі) — 3:16
2. «Pawn Shop» (Браун Макгі) — 3:29
3. «You Dont Know» (Браун Макгі) — 2:51
4. «Betty and Dupree's Blues» (Браун Макгі) — 6:18
5. «Back to New Orleans» (Браун Макгі, Сонні Террі) — 3:00
6. «Stranger Here» (Браун Макгі, Сонні Террі) — 3:37
7. «Fox Hunt» (Браун Макгі, Сонні Террі) — 2:33
8. «I'm Prison Bound» (Браун Макгі) — 3:04
9. «Louise, Louise» (Браун Макгі) — 4:04
10. «Baby, How Long» (Браун Макгі) — 4:14
11. «Freight Train» (Браун Макгі, Сонні Террі) — 2:35

## Учасники запису
- Брауні Макгі — гітара, вокал
- Сонні Террі — губна гармоніка, вокал

Технічний персонал
- The Sound of America Inc. — продюсер
- Руді Ван Гелдер — інженер
- Нет Гентофф — текст